# You’ve Got to Hide Your Love Away
«You’ve Got to Hide Your Love Away» (с англ. — «Ты должен скрыть свою любовь») — песня The Beatles, впервые появившаяся на альбоме Help! в 1965 году. Песня написана Джоном Ленноном (приписана Джону Леннону и Полу Маккартни) и была записана 18 февраля 1965 года. Песня звучит в одноимённом фильме и вошла также в антологию The Beatles 1962–1966.

## Создание песни
Считается, что песня написана Дж. Ленноном под значительным влиянием Боба Дилана. В пользу этого факта говорят схожесть текста песни «You’ve Got to Hide Your Love Away» с текстом песни Дилана «I Don’t Believe You [She Acts Like We Have Never Met]» (у Леннона в начале: «Here I stand head in hand turn my face to the wall»; у Дилана: «I can’t understand, she let go of my hand, and left me here facing the wall»); кроме этого Леннон имитирует хрипловатый вокальный стиль Дилана и использует в этой песне акустическую аранжировку с минимумом ударных (что тоже характерно для Дилана). По выражению П. Маккартни, «вся песня — это, в принципе, Джон, делающий Дилана». По признанию самого Леннона, творчество Боба Дилана во время создания этой песни «помогло ему выразить то, что он чувствует внутри себя».
Песня была записана 18 февраля 1965 года. В общей сложности было сделано 9 дублей, из которых только два вышли полными. В «Антологии Битлз» представлен другой полный дубль: в нём перед самой песней слышно, как Джон выполняет стартовый отсчёт, затем слегка подстраивает гитару, потом слышен звук разбитого стакана и фраза Леннона о том, что Маккартни разбил стакан.
Песня «You’ve Got to Hide Your Love Away» стала второй песней Битлз (после «Love Me Do»), в записи которой принял участие сессионный музыкант: флейтист Джон Скотт сначала записал партию теноровой флейты одновременно с другими музыкантами, а потом к основной записи была добавлена ещё и партия альтовой флейты, записанная отдельно.
При записи Леннон вместо запланированного «two foot tall» пропел «two foot small», однако перезаписи решено было не делать. При этом Леннон, по свидетельству очевидцев, сказал: «Пусть остаётся, воображалам это понравится».

## Песня
Песня звучит в чисто акустическом музыкальном изложении (если не считать Höfner-бас Пола Маккартни); структурно состоит из вступления, двух полных куплетов, двух припевов и инструментальной коды. Для мелодики характерно начало каждой музыкальной фразы с сильной доли. Мелодия куплета довольно сдержанная и укладывается в очень узкий диапазон, тогда как в начале припева имеется скачок на целую октаву (сверху вниз); таким образом мелодика куплета и припева противопоставлены друг другу. Гармонически песня довольно проста и не содержит модуляций; кроме основного аккорда (песня звучит в тональности соль мажор) в ней звучат доминанта (ре мажор), субдоминанта (до мажор) и довольно неклассическое мажорное трезвучие пониженной седьмой ступени (фа мажор). Использование этого аккорда, впрочем, довольно типично для творчества Битлз (впервые он звучит уже в нескольких композициях их самого первого студийного альбома Please Please Me).
Текст песни передаёт ощущения молодого человека, отвергнутого девушкой, и его переживания по поводу того, как относятся к этому окружающие.

(фрагмент текста песни)
Вот я стою, взявшись за голову,

Отвернув лицо к стене.

Она ушла — и я не смогу с этим справиться,

Я чувствую себя маленьким, в два фута высотой.
Отовсюду таращатся люди —

И так день ото дня.

Я вижу, как они смеются надо мной,

И слышу, как они говорят:
Эй, ты должен скрыть свою любовь!

Эй, ты должен скрыть свою любовь!
Оригинальный текст (англ.)Here I stand head in hand

Turn my face to the wall

If she’s gone I can’t go on

Feelin’ two-foot small
Everywhere people stare

Each and every day

I can see them laugh at me

And I hear them say
Hey you’ve got to hide your love away

Hey you’ve got to hide your love away
— фрагмент текста (перевод нелитературный)
Несмотря на то, что в тексте явно говорится о девушке, некоторые полагали, что в тексте песни имеется отсылка к менеджеру группы Брайану Эпстайну, который был гомосексуалом (что в то время в Великобритании было уголовно наказуемым преступлением). Эпстайн и Леннон в апреле 1963 года провели некоторое время в Барселоне, что породило многочисленные слухи после их возвращения. С другой стороны, многие считали, что песня посвящена отношениям Леннона с его тогдашней девушкой.

## В записи участвовали
- Джон Леннон — вокал, двенадцатиструнная гитара
- Пол Маккартни — бас-гитара, акустическая гитара
- Джордж Харрисон — акустическая гитара
- Ринго Старр — бубен, маракас
- Джон Скотт — тенор- и альт-флейты

## Другие версиипесни
Песню неоднократно перепевали многие исполнители, в том числе:
- группа The Beach Boys на альбоме Beach Boys’ Party!
- Джо Кокер
- Крис Корнелл
- Элвис Костелло
- группа Oasis
- Тим Роуз
- группа The Subways
- группа Travis
- группа Pearl Jam
- группа Keane
- группа The Beau Brummels